# Col·lecció Gonzaga
La casa de Gonzaga, titular del ducat de Màntua, va exercir durant el Renaixement un dilatat mecenatge de les arts. Iniciat en la segona meitat del segle XV per Lluís III Gonzaga, aquest va atreure a Màntua a reconeguts artistes del Renaixement italià com Pisanello, Leon Battista Alberti i Andrea Mantegna amb l'objectiu que la seva cort competís en magnificència respecte a ciutats més poderoses com Florència, Venècia i Roma. Els successors de Lluis van anant ampliant la col·lecció, que incorporà obres de Ticià, Leonardo da Vinci, Rafael, Antonio da Correggio i Giulio Romano.
Les dificultats econòmiques que arrastrava la casa de Gonzaga van fer que el duc Vicenç II, poc sensible al col·leccionisme d'art, vengués el 1627 la col·lecció de pintures. La urgència de diners sorgida de la guerra de successió de Màntua va fer que el seu successor, Carles I Gonzaga-Nevers, vengués les escultures i altres obres en el 1628. En els dos casos el comprador fou Daniel Nijs, obrant com a agent per a la col·lecció d'art de Carles I d'Anglaterra. El que quedà de valor de la col·lecció a Màntua fou saquejat arran de la captura de la ciutat durant la guerra de successió de Màntua en el 1630.

## Els col·leccionistes
La casa de Gonzaga va assolir el domini del ducat de Màntua el 16 d'agost de 1328, quan Lluís I Gonzaga  va prendre el poder a la família Bonacolsi. La política cultural de la família ducal Gonzaga, que va governar des del 1328 fins al 1708, va transformar aquesta ciutat de províncies en un centre artístic preeminent i innovador. El prestigi que els Gonzaga volien mantenir i augmentar es basava en la seva hospitalitat en l'estada de grans personatges com l'emperador Carles V, els seus cavalls, la col·lecció d'art i en l'elegància dels edificis. La seva activitat més notòria de mecenatge de les arts fou en els períodes renaixentista i barroc.

### Lluis III Gonzaga (1444 - 1478)

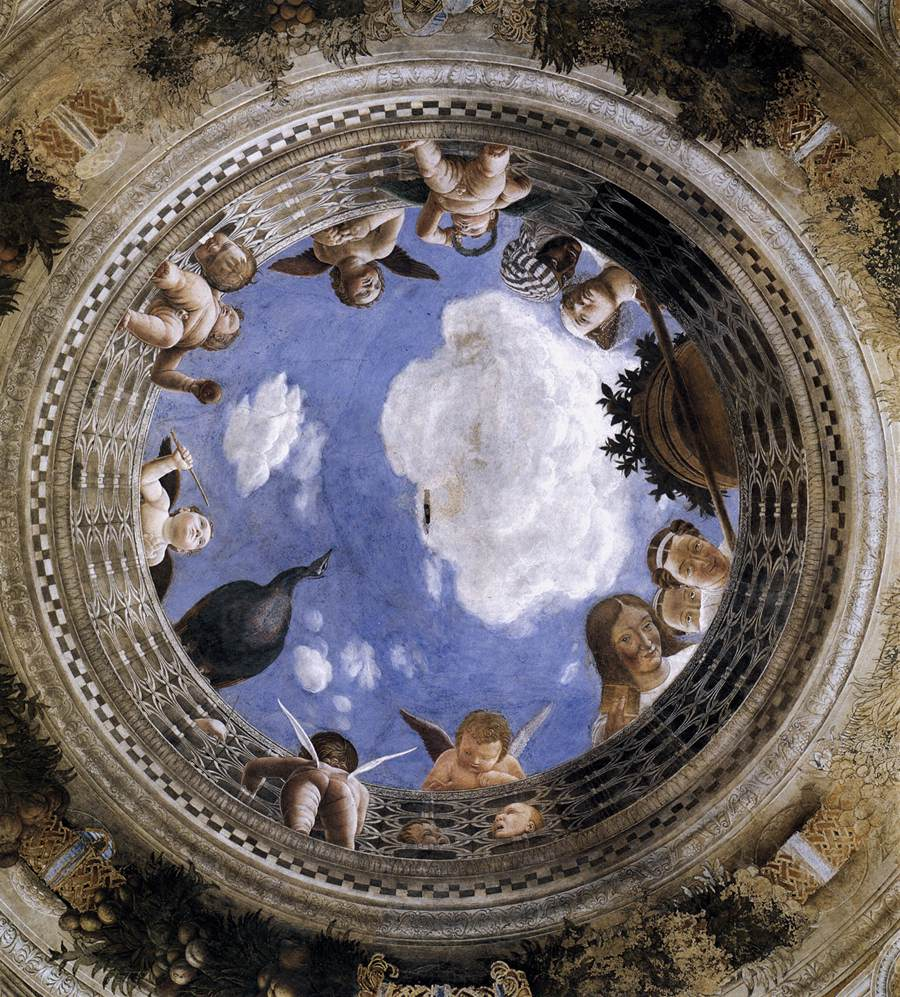
Sostre de la Camera degli sposi, de Mantegna

Lluís III Gonzaga fou l'iniciador de les activitats de mecenatge de la família Gonzaga. Va convèncer en el 1457 al pintor Andrea Mantegna perquè es mudés a Màntua per entrar al seu servei com a pintor de la cort, encara que no fou fins al 1460 que aquest es traslladà i es convertí en el primer pintor del renaixement que treballà a temps complet al servei d'un noble. Segons els termes de l'acord, el pintor no podia executar encàrrecs per altres patrons sense el permís previ del duc de Màntua. Si bé els termes econòmics eren bons per a un artista de la seva edat, la casa de Gonzaga patia una insolvència econòmica crònica, la qual cosa provocava que sovint li paguessin tard i en espècies, en finques rústiques i cases propietat dels Gonzaga. L'estada de Mantegna a la cort dels ducs de Màntua fou molt extensa, s'estendria entre 1460 i la seva mort el 1506, treballant per a tres ducs; Lluis III, Frederic II i Francesc II.
Al llarg del seus anys al serveis dels Gonzaga, va produir dissenys per arquitectura, escultura, orfebreria, copes de cristall, tapissos i brodats. Va dirigir concursos i va fer escenografia per a obres de teatre. I de passada va fer una mica de pintura. Entre 1465 i 1474 Mantegna pintà les parets i el sostre en cúpula de la sala anomenada Camera degli Sposi, ubicada al palau Ducal de Màntua. Els panys de paret estan decorats amb escenes de la vida de la cort. La cúpula de la sala, situada en el centre d'una balconada circular, estava decorada amb falsos relleus de bustos i escenes clàssiques, i en la que querubins i altres figures treien el cap, fent ús de l'efecte trompe-l'œil en l'òcul central del sostre, constituint el primer intent d'aquesta mena d'il·lusió òptica que els artistes italians en els dos segles següents perseguiren insistentment. Lluís III Gonzaga morí el 1478 i fou succeït per Frederic I Gonzaga, el qual també assumí el paper de mecenes del pintor.
No es coneix amb seguretat quin duc de Màntua encomanà l'obra mestra Triomf del Cèsar, una sèrie de nou grans pintures representant una desfilada militar triomfal que celebra la victòria de Juli Cèsar a la guerra de les Gàl·lies. L'obra podia haver estat encomanada per Lluís III en el seu últim any de vida, o bé pel duc Frederic III o fins i tot pel seu successor, Francesc II Gonzaga. Fos qui fos el mecenes de l'obra, aquest volia identificar-se amb el general romà més famós de l'antiguitat, Juli Cèsar. El renom de Mantegna va anar creixent, fins al punt d'haver de desplaçar-se a Roma entre 1488 i 1490 per pintar la capella del papa Innocenci VIII al complex del pati del  Beldevere del palau del Vaticà.

### Frederic I Gonzaga (1478 - 1484)
Frederic I Gonzaga va romandre al poder només 6 anys, des del 1478 al 1484, però fins i tot en aquests pocs anys va deixar la seva empremta encarregant a l'arquitecte i escultor Luca Fancelli la Domus Nova, un complex d'estades per al nou palau de Màntua, amb una façana que es remunta a l'estil renaixentista toscà. Frederic era geperut, i com a tal es pot veure en el seu retrat de la Camera degli Sposi, de Mantegna. El pintor el representà tal com era, encara que tapat per una capa.

### Francesc II Gonzaga i Isabel d'Este (1484 - 1519)

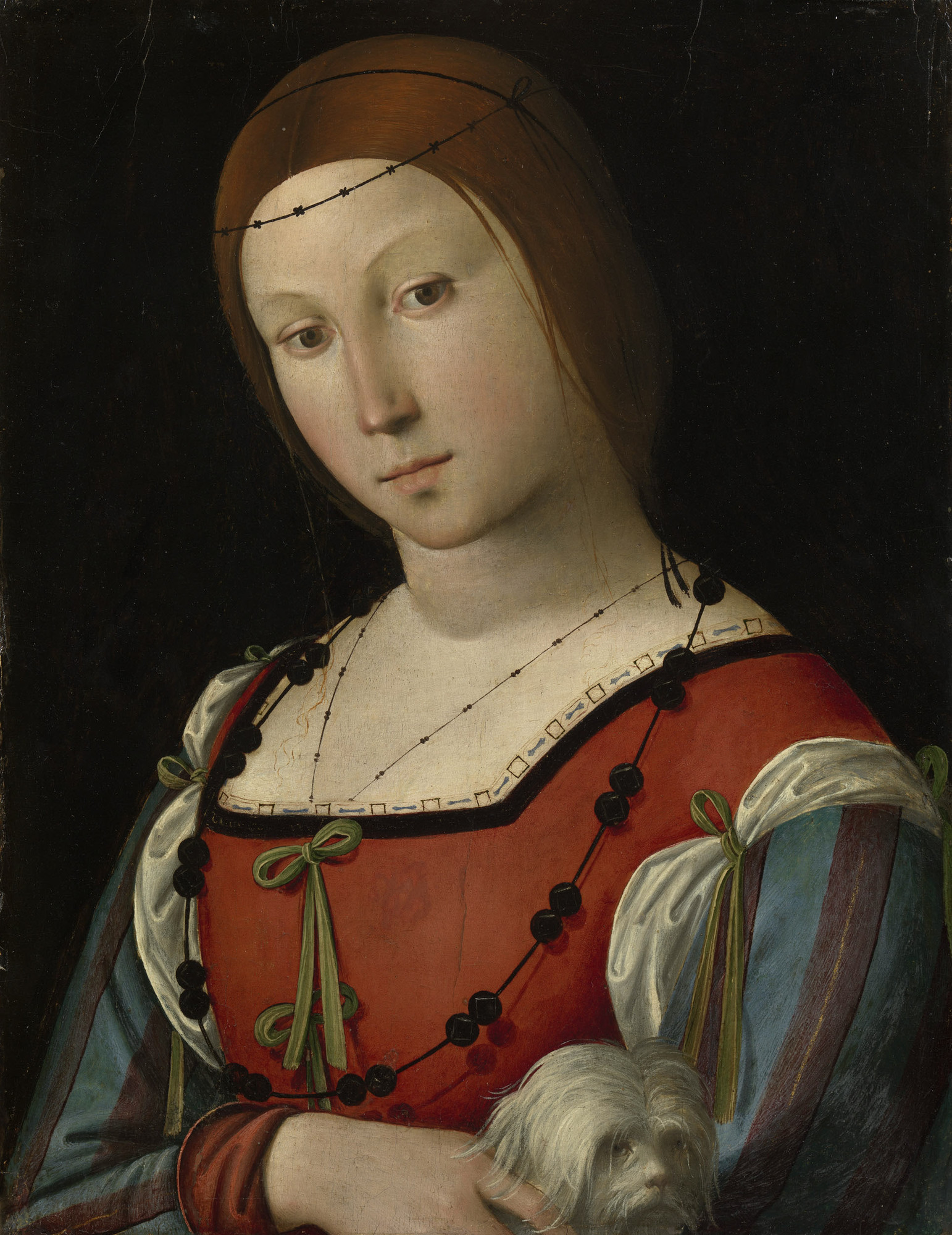
Dona amb gosset, de Lorenzo Costa

Francesc es va distingir principalment com a condottiero en les guerres d'Itàlia, posant-se al servei de qui li oferís els millors avantatges, ja fossin econòmics o de seguretat per al propi marquesat de Màntua. Com a mecenes, el duc Francesc va encarregar a Mantega diversos treballs, com la Madonna della Victoria, pintura propagandística per fer creure als seus súbdits que havia obtingut una gran victòria a la batalla de Fornovo quan la realitat és que l'encontre fou un desastre per tots els contendents. L'esposa de Francesc i duquessa consort, Isabel d'Este, també li va encarregar obres, atreta pel seu virtuosisme però exasperada per la lentitud del seu treball. Per a la duquessa va pintar, entre altres obres, Parnasus i el Triomf de les virtuts 
Mantega va produir bastantes pintures al tremp sobre tela de reduïdes dimensiones, entre les quals destaquen l' Adoració dels Reis Mags i Crist mort, obra que la seva mort impedí acabar.
A la mort de Mantegna en el 1506, Francesc va contractar a Lorenzo Costa, del qual destaca la pintura Dona amb gosset, de la que es diu que la dona és Isabel d'Este, esposa de Francesc II. Isabel, casada amb Francesc el 1490, també va tenir un paper actiu en el mecenatge de la cort mantuana. El 1499 va encomanar a Leonardo da Vinci dos retrats seus, motiu que es repetiria per altres artistes en dibuixos, pintures i escultures. Dona grassa a partir de la trentena, es feia pintar més prima i afavorida.
Isabel d'Este era una noble renaixentista. Seguint els exemples dels seus oncles, Lionel d'Este i Borso d'Este, Isabel es feu construir un estudioli, una habitació on guardava llibres, objectes preciosos, antiguitats i pintures. A la mort del seu marit el 1519, traslladà l'estudi a un espai més ampli. Si bé el seu objectiu era cobrir els panys de paret exclusivament amb pintures de Mantegna, la seva lentitud l'obligaren a penjar-hi també obres de Lorenzo Costa, Perugino i Correggio.

### Frederic II Gonzaga (1519 - 1540)

Verge amb Jesús, de Gulio Romano

Ticià fou un dels principals pintors de la cort de Frederic II, i en el 1529, durant la visita que l'emperador Carles V feu a Màntua, el duc presentà Ticià a  l'emperador, el qual posteriorment li encarregaria moltes pintures.. El duc de Màntua  encomanà vàries obres a Ticià, com un retrat del propi duc i la pintura de motiu religiós Nostra Senyora i Sant Catalina. La petita mida d'aquesta obra (71 cm. per 87 cm.) indica que podria haver estat destinada a la devoció privada. L'encàrrec més important que rebé Ticià del duc fou la sèrie d'onze retrats d'emperadors romans, executats entre 1636 i 1640. L'anomenada d'aquest retrats fou molt gran, demostrat pel fet que van ser les pintures de Ticià més copiades amb el pintor en vida. Traslladades a Espanya, es van destruir en un incendi el 1734. Altres pintures d'aquest autor encarregades pel duc son els retrats Retrat d'home amb armadura i Retrat de Giulio Romano.
Tant aviat Giulio Romano, arquitecte i pintor, es va incorporar a la cort de Frederic II l'octubre de 1524, el duc li encarregà la construcció d'un edifici per allotjar hostes importants i també a la seva amant, Isabella Boschetta. Romano va construir un palauet, anomenat palau del Te, amb estances al voltant d'un pati central. L'interior estava decorat amb pintures murals, principalment de mitologia clàssica amb una forta càrrega eròtica. Com a pintor, Giulio Romano va executar el retrat d'una dona, possiblement l'esposa del duc, Margarida Paleòloga, encara que també s'ha atribuït erròniament a Isabel d'Este. També destaca el retrat Verge amb Jesús.
El duc Frederic també comprava pintures a l'engròs. El 1535 va adquirir 120 obres procedents d'un lot de 300 pintures flamenques que el marxant Matteo de Nasar havia portat a Màntua.

### Margarida Paleòloga, regent (1540 - 1549 i 1550 - 1556)
Margarida, a la mort del duc el 1540 i atesa la minoria d'edat dels seus fills, va ser regent del ducat des de 1540 fins al 1556, juntament amb els seus cunyats Hèrcules i Ferran. La regència es produí en dos períodes; el primer, de 1540 fins a 1549, durant la minoria d'edat de Francesc III Gonzaga. Aquest morí el 1550, i atès que el successor, Guillem Gonzaga era menor d'edat, es produí una segona regència del 1550 fins al 1556.
El gener de 1549, l'hereu de la corona de Castella i futur rei Felip II de Castella va visitar Màntua en el seu periple per Europa, iniciat a Valladolid i amb Brussel·les com a destinació final, per trobar-se amb el seu pare Carles V. La seva entrada a la ciutat fou recreada posteriorment per Tintoretto en l'obra Entrada de Felip II a Màntua, pintura que encarregaria Guillem Gonzaga dintre de la sèrie Els fasts dels Gonzaga.

### Guillem Gonzaga (1550 - 1587)

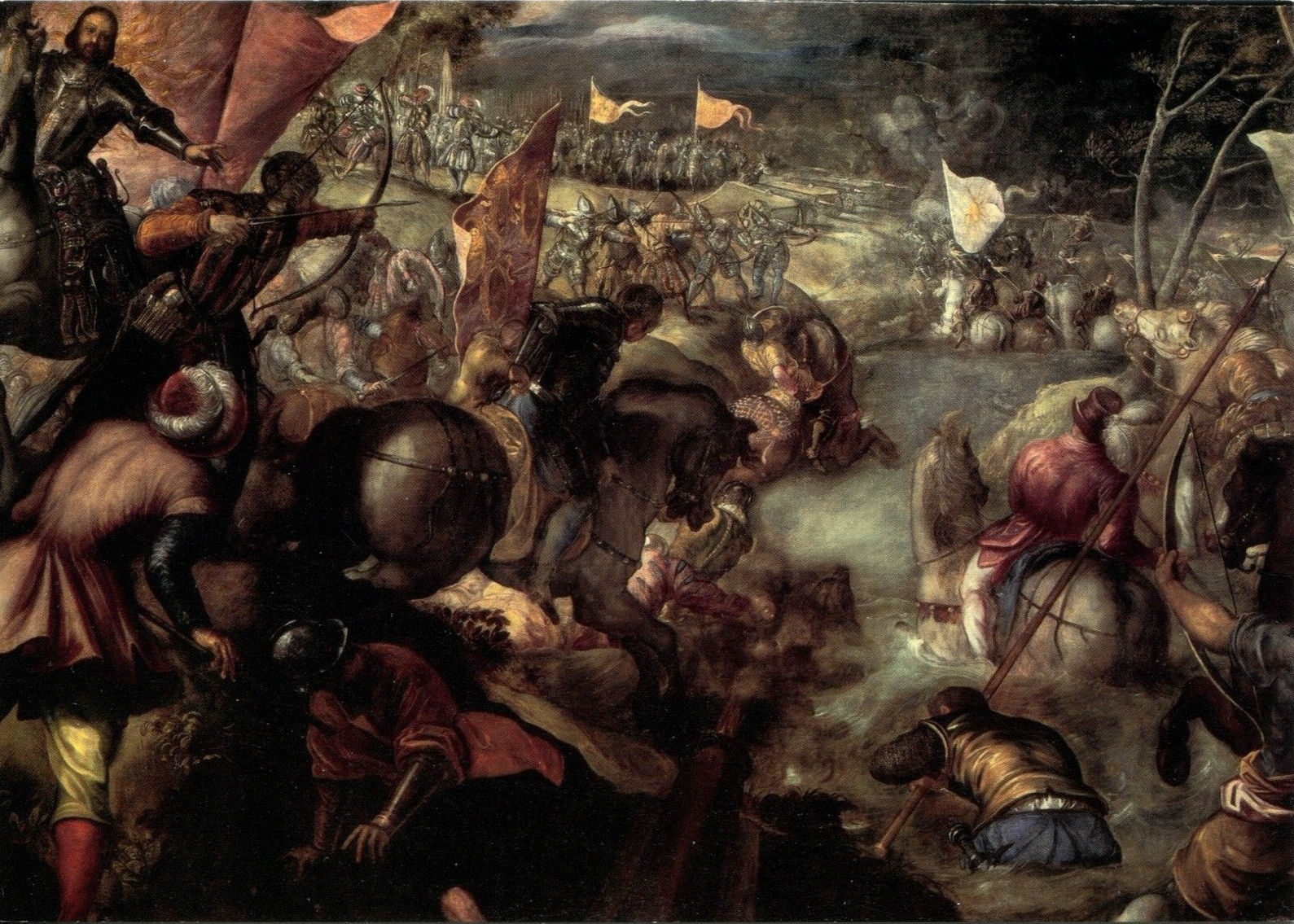
Francesc II Gonzaga a la batalla del Taro, de Tintoretto

Mentre el duc Guillem Gonzaga era menor d’edat, els regents de Màntua eren la seva mare i tiets; a partir de 1641 Guillem passà a governar el ducat per si mateix. Guillem va tendir a encarregar obres a artistes locals, com Lorenzo Costa Mantovano, també anomenat Lorenzo Costa el Jove, Ippolito Andreasi i Teodoro Ghisi, tots els quals van treballar sota la direcció de Giovanni Battista Bertani. El duc inicià la remodelació del palau ducal de 1572-1574, ampliant l’edifici i creant sales per a pintures i escultures. Va encarregar a Tintoretto la realització d’una sèrie de pintures mostrant les representacions dels principals esdeveniments de la història de la Casa dels Gonzaga per a la glorificació de la família del duc. Les obres s’executaren en dues fases. Les quatre primeres obres es pintaran al taller del pintor a Venècia, i 1579 Tintoretto lliurà les personalment i en supervisà la col·locació. El pintor tornà a Màntua el 1580 amb les quatre restants. Aquestes vuit pintures són conegudes com Els fasts dels Gonzaga o el Cicle Gonzaga. Si bé les obres s’encarregaren a Tintoretto, la magnitud de la feina a fer i el poc temps disponible provocaren que també hi participessin altres membres del taller del mestre, inclòs el seu fill Domenico. Tintoretto es va limitar essencialment a la concepció de les composicions, deixant la major part de l'execució de les pintures als seus ajudants.
El duc també tenia interès per les escultures clàssiques, i en la remodelació del palau ducal també es construí una galeria d'escultures, similar a les creades a la dècada de 1560 per altres prínceps renaixentistes com Alfons II d'Este a Ferrara, Cosme I de Mèdici a Florència, el cardenal Alexandre Farnese a Roma, el cardenal Domenico Grimani a Venècia o Albert V de Baviera a Munich.. La col·lecció fou seleccionada pel bisbe Gerolamo Garimberto, bon coneixedor del mercat d'antiguitats de Roma.
Guillem era afeccionat a la música i a les innovacions en aquest camp. Va contractar a castrati per a la seva cort, figura inexistent a l’Europa Occidental abans de 1550.

### Vicenç Gonzaga (1587 - 1612)

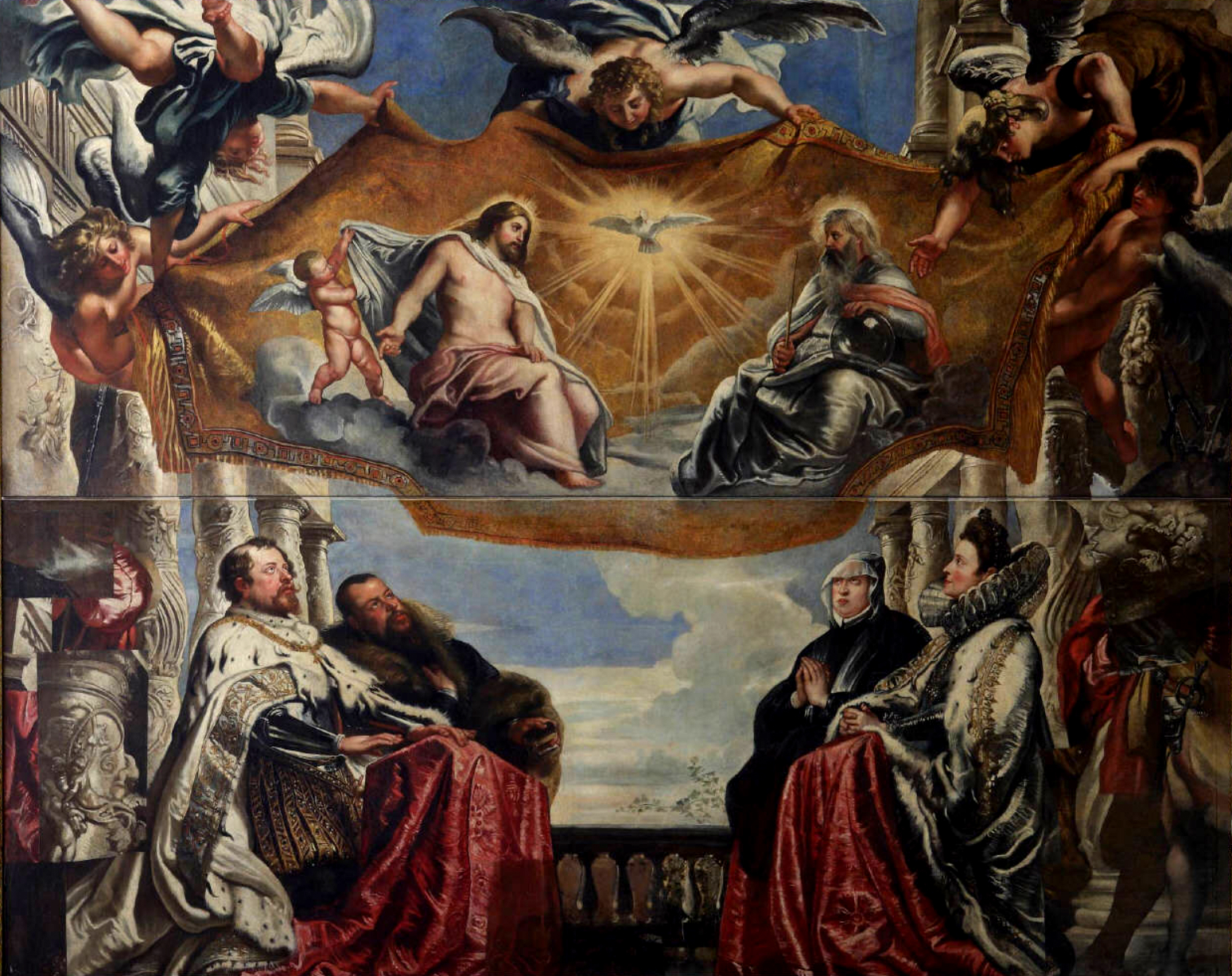
Adoració de la Trinitat, de Rubens

El duc Vicenç va ser un entusiasta mecenes de la música i la pintura, gastant prodigioses sumes de diners en obres d'art contractant pintors italians i flamencs. Vicenç va viatjar als Països Baixos el 1599, en ocasió de la presa de possessió del seu cosí l'arxiduc Albert VII d'Àustria com a governador de les Províncies Unides dels Països Baixos. Allà va conèixer al pintor Frans Pourbus el Jove, el qual es traslladà a Màntua l'any següent per executar un retrat del duc Vicenç.
Però davant de l'ambiciós programa pictòric del duc, aquest va contractar en el 1600 com a conseller artístic i pintor a Peter Paul Rubens, el qual probabement havia conegut durant la seva estada als Països Baixos i que iniciava el seu primer viatge a Itàlia. El 1603 Vicenç Gonzaga encarregà a Rubens una missió diplomàtica: viatjar fins a la cort espanyola per atreure al nou rei, Felip III de Castella, i especialment al duc de Lerma, l'home que realment detenia el poder,  a una aliança amb el ducat de Màntua i a intentar que  Vicenç Gonzaga fos nomenat almirall de la flota espanyola. De retorn a Màntua, el duc li encarregà diverses pintures i li atorgà un estipendi de 400 ducats pels seus serveis. A part de pintar retrats, Rubens executà altres tipus d'obra, com una sèrie de pintures basades en la història d'Enees, l'heroi troià, que fuig de la destrucció de Troia i s'embarca en una periple per establir una nova pàtria a Itàlia. D'aquesta sèrie es conserven Sortida de Troia i Mort de Dido. L'encàrrec més important que rebé el pintor fou el fris de la capella major de l'església dels jesuïtes a Màntua. Posteriorment, en el 1797, durant la campanya d'Itàlia de les guerres de la Revolució Francesa, l'obra es va dividir i es van perdre algunes parts. De la sèrie pictòrica, finalitzada el 1605, es conserven el Baptisme de Crist, la Transfiguració i l'Adoració de la Trinitat. Rubens va deixar el ducat de Màntua per anar a Roma, i acabar tornant a Anvers el 1608.
El 1604, per adquirir l'obra de Rafael La Sagrada Família amb Sant Joan, va atorgar al seu propietari, el comte Galeazzo Canossa, el feu i un marquesat a Montferrat. El 1605 comprà la Mare de Déu i el Nen entre Tobies i Sant Rafael d'Andrea del Sarto, obra que originalment es va executar pel banquer florentí Lorenzo di Bernardo Jacopi el 1522. A través de la intermediació de Rubens, el 1607 es va comprar a Roma la pintura La Mort de la Mare de Déu de Caravaggio.

### Francesc IV Gonzaga (1612 - 1612)
A la mort de Vicenç, el va succeir el seu fill Francesc IV Gonzaga, el qual morí per verola en menys d'un any des de que accedí al càrrec. La seva mort sobtada va obligar a que el seu germà, cardenal, abandonés la carrera eclesiàstica per ocupar el ducat amb el nom de Ferran I Gonzaga.

### Ferran I Gonzaga (1612 - 1626)
Ferran I Gonzaga va donar un suport generós a artistes, estudiosos i músics i va fundar una universitat a Màntua. A principis del segle XVII, Guercino era un pintor de gran anomenada a Itàlia. Per encàrrec de Ferran I Gonzaga, va pintar Ermínia i el pastor el 1619. El 1622, Elionor Gonzaga, filla del difunt duc Vicenç Gonzaga, es va casar amb l'emperador Ferran II del Sacre Imperi Romanogermànic, elevant considerablement l'estatus de la casa de Gonzaga. Per celebrar l'honor, Ferran I encomanar una retrat de l'esposa al pintor flamenc Justus Sustermans, el qual faria també posteriorment en el 1627 un retrat del duc Vicenç II.
Ferran I estava obsessionat per promoure el seu prestigi personal, i es gastava grans quantitats de diners en pintors, entre els que destacava Domenico Fetti, a qui el duc va conèixer a Roma quan era cardenal. Com a pintor de la cort, Fetti va dur a terme la majoria de frescs i olis de la catedral i el castell de Màntua, així com diversos cicles de pintures, la mes famosa de les quals és la de les paràboles, executada entre 1618 y 1621.

## Els edificis
Les obres d'art s'allotjaven als diversos palaus i residències dels ducs de Màntua. La manca de pedreres encaria molt les construccions amb blocs de pedra, i per aquest motiu es preferia fer ús de maons. Entre 1450 i 1550 Màntua va ser un dels centres arquitectònics d'Itàlia, després de Roma, Venècia, Florència i Milà. Des de l'arribada d'Alberti el 1459 fins a la mort de Giulio Romano el 1546, Màntua va exercir una influència notable en l'arquitectura a Itàlia.
Potser l'edifici de més anomenada fou el Palau del Te, construït a partir d'edificacions ja existents i dissenyat per Giulio Romano per una petició de Federic II. Moltes obres de la col·lecció es custodiaven al Palau Ducal.

## L'adquisició per part de Carles I d'Anglaterra

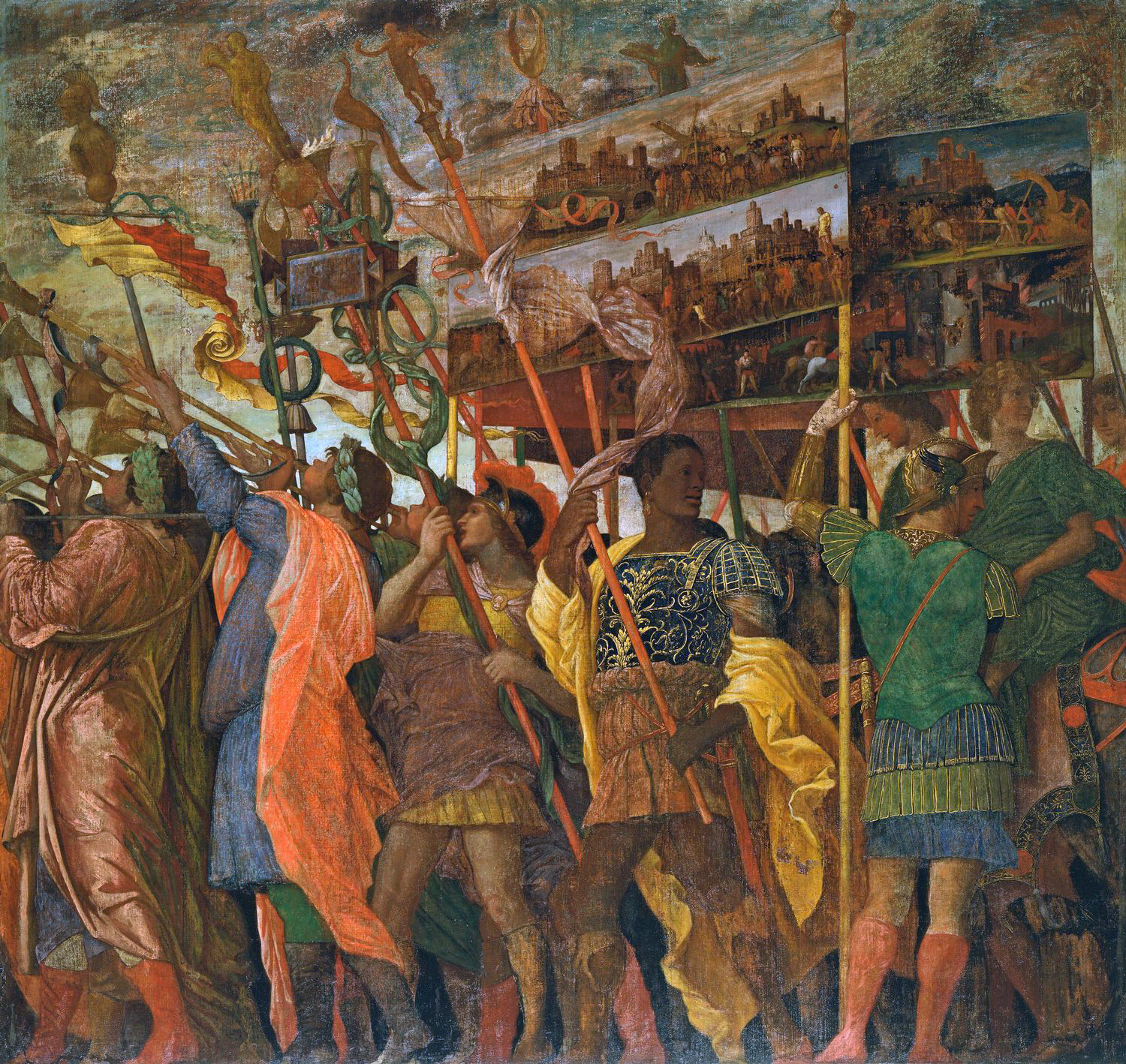
Triomf de Juli Cèsar, primer llenç. Els portadors dels estendards.

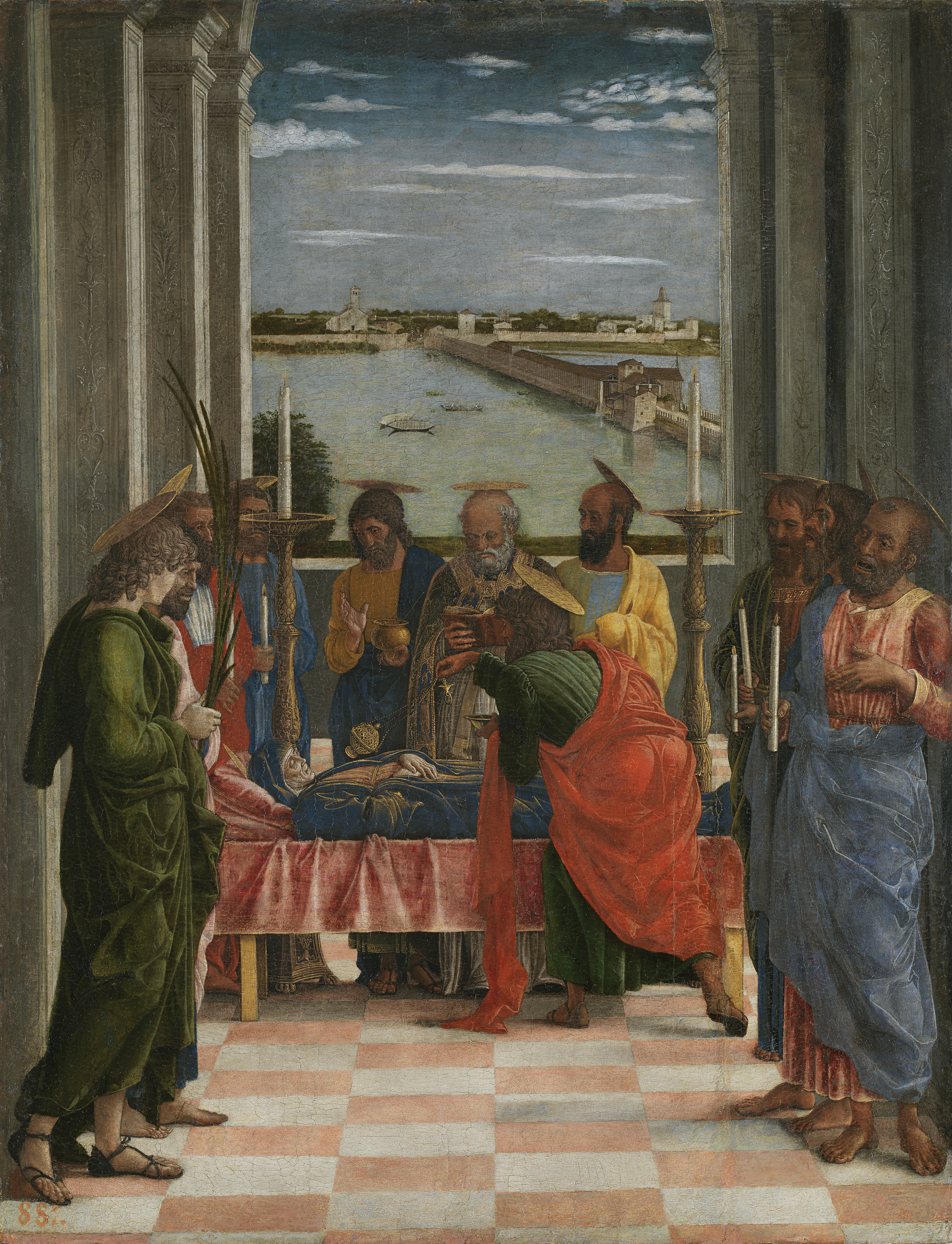
Mort de la Mare de Déu, de Mantegna.

El juny de 1604 Jaume I d'Anglaterra va arribar a un acord amb Espanya per finalitzar la Guerra anglo-espanyola, mitjançant el Tractat de Londres, restablint la pau entre els dos estats. El tractat li permeté normalitzar les relacions amb l'Europa catòlica, trencades des de la ruptura d'Enric VIII d'Anglaterra amb l'Església Catòlica Romana. Des de la ruptura, en la dècada del 1530, els anglesos tenien prohibit viatjar als països catòlics d'Europa. L'establiment d'un acord va tenir un gran impacte en la vida cultural d'Anglaterra. A partir de l'acord, Jaume VI va poder anomenar ambaixadors a tots els països, i els ciutadans anglesos podien viatjar a ciutats com Roma, Florència, Venècia i Madrid per apreciar l'art del reis, nobles i eclesiàstics. A partir de l'inici del regnat de Carles I d'Anglaterra, a Itàlia va es anar coneixent l'interès del monarca per comprar art renaixentista.
La col·lecció Gonzaga ja era coneguda a la cort de Carles I, mitjançant Lady Alethea Howard, dona de Thomas Howard, 14é comte d'Arundel. Aletha havia visitat Màntua el 1623, i havia mantingut algun contacte epistolar amb la cort de Ferran I Gonzaga, duc de Màntua. Els primers contactes entre la cort anglesa i els Gonzaga es produïren a iniciativa del comte Alessandro Striggi, gran canceller de la cort dels Gonzaga i administrador dels seus béns. El 1623, un cop la comtessa havia tornat a Londres, el canceller contactà amb ella, oferint la possibilitat de la venda d'algunes pintures. Ella sol·licità una llista de les obres en qüestió, sense que l'afer progressés.
El 1625, tant aviat Carles I assumí el tron anglès, el nou rei va enviar a Nicholas Lanier, mestre de la música del rei, a una expedició de sis mesos a Itàlia per comprar pintures pel palau de Whitehall. El seu primer destí fou Venècia, on conegué a Daniel Nijs, un exitós marxant d'art, que va propiciar que Lanier conegués a Ferran I Gonzaga, duc de Màntua i visités la seva extensa col·lecció d'art, la qual interessà molt a Lanier. Les negociacions de compra s'iniciaren a iniciativa de Nijs, i no hi ha cap evidència que ni ell ni Lanier consultessin a Carles I sobre la idoneïtat de la compra de cap peça de la col·lecció. Si bé Ferran I no tenia intencions de vendre, les negociacions per a una possible adquisició d'algunes obres van restar en mans de Nijs, i Lanier marxà a Roma on adquirí unes 30 pintures que exportà a Londres. Entre elles destacà un retrat d'ell mateix que encarregà a un jove pintor, Anton van Dyck, i tornà a Londres el 1626.
El 26 d'octubre de 1626 el duc de Màntua morí, i fou succeït pel seu germà petit, Vicenç II, home amb salut delicada i sense fills. Aquest fet accelerà les negociacions de la venda, perquè la nissaga principal Gonzaga s'havia quedat sense futurs hereus directes, i donada la posició estratègica del ducat, al mig del camí entre els territoris de l'Imperi dels Habsburg i França, en un moment de la història en la que es lluitava la Guerra dels Trenta Anys, feia preveure un conflicte entre les grans potències per controlar el ducat. Després d'intenses negociacions entre Nijs i el canceller Alexandre Striggi, administrador dels bens del duc, s'acordà la venda de la col·lecció per 65.000 escuts de Màntua. Entre les pintures adquirides, es trobava la Sagrada Família amb Sant Joan de Rafael; la Mort de la Mare de Déu, de Mantegna; la Mare de Déu i el Nen entre Tobies i sant Rafael d'Andrea del Sarto; l' Educació de Cupid, de Correggio; o la La Mort de la Mare de Déu,de Caravaggio, entre d'altres.
El 4 de setembre de 1627 les pintures ja estaven a Venècia, sota control de Nijs, i es van enviar cap a Londres l'abril de 1628. A l'arribada, es va descobrir que moltes pintures, incloent obres de Rafael, Ticià Tintoretto i Giulio Romano, s'havien enfosquit totalment, degut a un transport maldestre. El desastre no fou absolut, perquè les pintures van poder ser restaurades en bona part.
La liquidació del pagament de les pintures no fou fàcil. El banquer de Carles I, Philip Burlamachi, ja havia fet grans préstecs al monarca que encara estaven per pagar, quan van coincidir la necessitats de 18.000 lliures addicionals per finançar la continuació de la  resistència al setge a l'illa caribenya de Sant Marti i 18.000 lliures pel pagament de la col·lecció mantuana. La finalització del setge, per derrota anglesa, permeté dedicà els diners a la compra de la sèrie de pintures Triomf del Cèsar, l'obra mestra de Mantegna.
No plenament satisfet amb les pintures, Nijs volia adquirir la col·lecció d'estàtues i algunes pintures més, especialment Triomfs de Juli Cèsar, una sèrie de nou grans pintures creades per Andrea Mantegna. Vicenç II, abans de morir el desembre de 1627, acordà que la successió el ducat acabés en mans de Carles I Gonzaga-Nevers. El nou duc estava necessitat de diners per poder finançar l'enfrontament bèl·lic amb diverses potències, descontentes de que el ducat passés a mans franceses.  La pressió per les dues parts per arribar a un acord de venda abans que la guerra de successió de Màntua fes impossible la transacció, provocà que Nijs assumís personalment el pagament de 10.500 lliures per unes 100 estàtues, cameos, pintures i la sèrie dels Triomf del Cèsar.
Després d'un refredament en l'interès per part dels anglesos, Nijs va obrir negociacions amb els francesos, amb el cardenal Richelieu per un cantó i amb Maria de Medici per un altre, encara que finalment la col·lecció es vengué a Carles I. La col·lecció, un cop exhibida a Londres, despertà una reacció controvertida. Si bé el rei i el seu cercle mostrà la seva satisfacció, molts puritans mostraren la seva oposició a l'entrada d'"art catòlic" al país.

## El saqueig de 1630
La dinastia Gonzaga governava el ducat de Màntua i el marquesat de Montferrat, encara que aquest últim estigués geogràficament llunyà de Màntua i a tocar del ducat de Savoia. La posició estratègica d'aquestes possessions, ubicades a la ribera del riu Po, feia que aquests territoris estiguessin subjectes a tensions polítiques entre les grans potències del moment: el Sacre Imperi Romanogermànic tenia jurisdicció sobre diverses entitats polítiques del nord d'Itàlia, entre elles els ducats de Savoia, Màntua i Montferrat, la monarquia espanyola que dominava el ducat de Milà, el regne de França i potències regionals com la república de Venècia.
La incapacitat de la branca principal dels Gonzaga de tenir un hereu legítim va facilitar l'esclat del conflicte. El 1626 Ferran I Gonzaga morí sense descendència, i fou succeït pel seu germà petit, Vicenç II, home amb salut delicada i sense fills. Aquest morí el 1627, però abans va cedir el marquesat a mans de Carles I Gonzaga-Nevers, net de Frederic II Gonzaga i que controlava els ducats de Nevers i Rethel, ubicats al nord-est de França. Per motius diferents, el nou status quo desagradava tant a Savoia com a Espanya. El 1628 tant el ducat de Milà com el de Savoia van enviar a Montferrat  contingents de tropes, uns assetjant i altres defensant el castell de Casale.  La situació bèl·lica va anar escalant, l'emperador  Ferran II del Sacre Imperi Romanogermànic va enviar el 1629 tropes per fer valer la seva autoritat sobre la Itàlia imperial i va assetjar el duc Carles a Màntua, ciutat que va  rendir-se el 18 de juliol de 1630. Un cop ocupada, la ciutat fou sotmesa a un intens saqueig, i bona part del que quedava de la col·lecció d'art dels Gonzaga es convertí en botí dels generals imperials.

## La fi de la dinastia
Durant la guerra de Successió Espanyola, l'emperador del Sacre Imperi Romanogermànic Josep I desenvolupà diverses campanyes al nord d'Itàlia en contra de les tropes del rei Lluís XIV de França. A partir que l’exercit imperial va derrotar les tropes franceses a la batalla de Torí en el 1706, el duc Carles III Gonzaga-Nevers va ser jutjat en el 1708 pel delicte de fellonia per haver ajudat anteriorment a les tropes borbòniques, essent desposseït de les seves possessions i títols. L'emperador Josep I va enviar a Màntua el comte de Castelbarco, per assumir les funcions de govern. Una de les primeres accions que la nova administració va dur a terme fou traslladar les vuit obres del cicle Gonzaga a l’Alte Pinakothek de Munich.